# 1914年のベオグラード砲撃
1914年のベオグラード砲撃は、1914年7月28日から29日にかけてオーストリア＝ハンガリー帝国がセルビア王国の首都であるベオグラードに対して行った攻撃である。これは第一次世界大戦の最初の軍事行動である。

## 背景
1914年6月23日にサラエボでオーストリア＝ハンガリー帝国皇位継承者のフランツ・フェルディナントと妻のゾフィー・ホテクが暗殺されたサラエボ事件の後、オーストリア政府はセルビア人の公式関与を主張し、7月25日に最後通告を突き付けた。セルビアはこれに期限内に応じたがオーストリア側はセルビア側の対応が不十分であると宣言し、セルビアとの国交を断絶し軍事動員を命じた。

## 経過

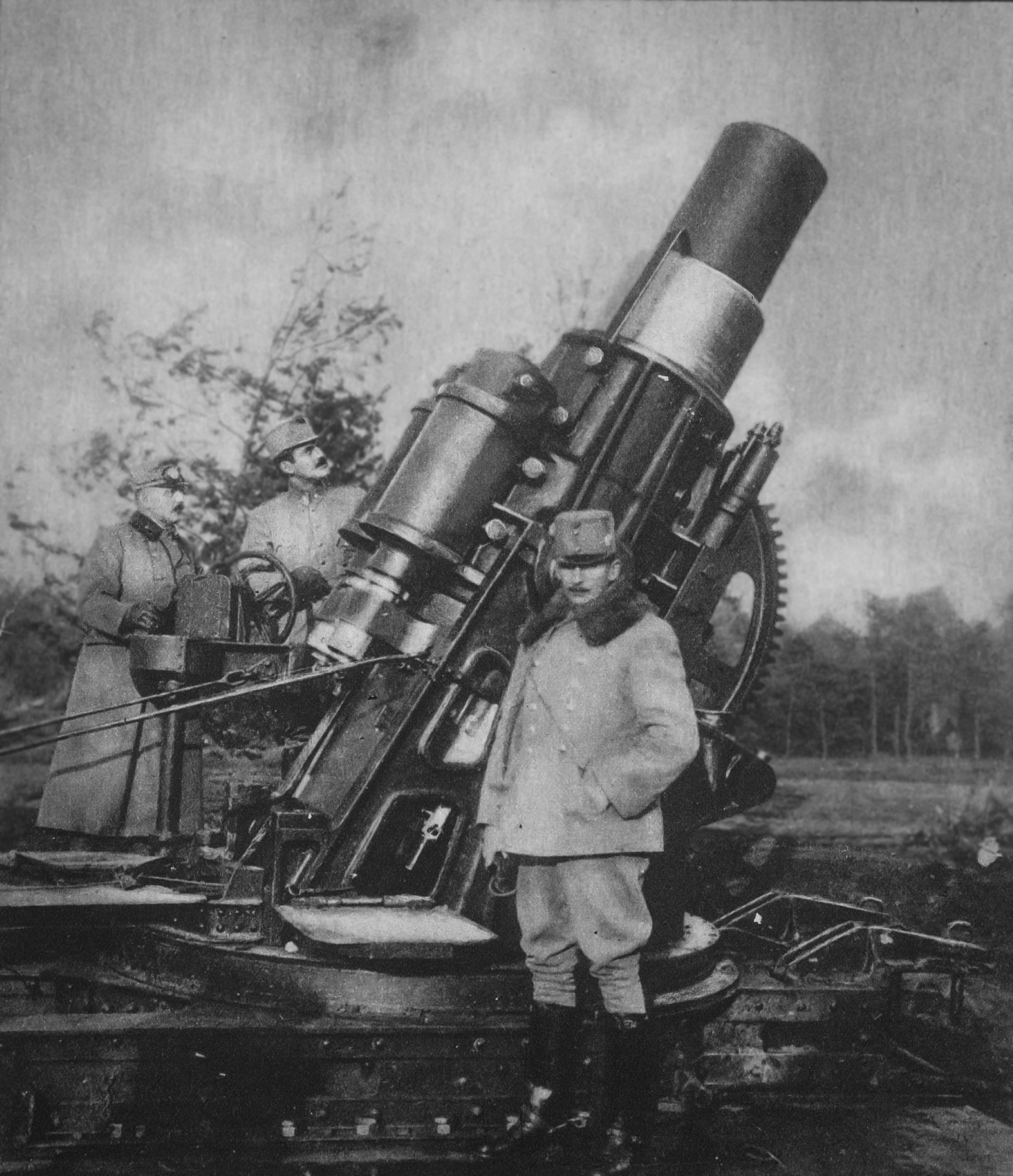
オーストリア＝ハンガリー軍がベオグラードを攻撃するために使用したシュコダ305mm迫撃砲

オーストリア＝ハンガリー軍のハプスブルク家の砲兵隊がクルップ榴弾砲とシュコダ305mm迫撃砲を用いてベオグラード市内とカレメグダンに砲撃した。この攻撃により報告された死傷者は、ドゥシャン・ジョノヴィッチと操舵手のミハイル・ゲムスベルガー、カール・エバーリングである。
セルビア国境の町や都市に対する砲撃は7月29日の戦闘終了後である8月の第2週まで続いた。 8月12日、ハプスブルク家第5軍の第8軍団と第13軍団は、バルカン海峡鉄道の一部である第2軍の第4軍団の支援を受けて、ボスニアからドリナ川を渡り、セルビアへの侵攻を開始した。